# Ӓ (слово ћирилице)
Ӓ ӓ (Ӓ ӓ; искошено: Ӓ ӓ) је слово ћириличног писма које изгледа идентично латиничном A са дијарезом (Ä ä). Зове се А са дијарезом.
Користи се у Хантијском, Килдин-Самском и Хил Мари језику. Такође, ово слово се некада користило у гагаушком језику (које је касније замењено са ⟨аь⟩)
Ово слово се појављује и у појединим дијалектима српског језика.

## Коришћење
У Хил Мари и гагаушком језику, ово слово представља скоро отворени предњи незаокружени самогласник, /ӕ/.
У Килдин-Самију, ово слово представља отворени позади незаобљен самогласник /а/, за којим следи палатализовани (понекад се назива и "полупалатализован") веларни носни звук /нʲ/ или један од алвеоларних звучних заустављања /тʲ/ или /дʲ/.
У Хантијском језику ово слово представља скоро отворени централни самогласник /ɐ/.
Неки језици представљају слово као /ја/, идентично изговору слова Я.
Ä се користи и у неким јужнословенским језицима, углавном у српском језику за лакше померање акцената у горе наведеним језицима, не само у деклинацијама већ и другде.
Пример: 
•брäт

## Рачунарски кодови
| Знак                      | Ӓ                                        | Ӓ                                        | ӓ                                      | ӓ                                      |
| ------------------------- | ---------------------------------------- | ---------------------------------------- | -------------------------------------- | -------------------------------------- |
| Назив у Уникоду           | CYRILLIC CAPITAL LETTER A WITH DIAERESIS | CYRILLIC CAPITAL LETTER A WITH DIAERESIS | CYRILLIC SMALL LETTER A WITH DIAERESIS | CYRILLIC SMALL LETTER A WITH DIAERESIS |
| Врста кодирања            | децимална                                | хексадецимална                           | децимална                              | хексадецимална                         |
| Уникод                    | 1234                                     | U+04D2                                   | 1235                                   | U+04D3                                 |
| UTF-8                     | 211 146                                  | D3 92                                    | 211 147                                | D3 93                                  |
| Нумеричка референца знака | &#1234;                                  | &#x4D2;                                  | &#1235;                                | &#x4D3;                                |